# CRL Group
CRL Group was een Brits bedrijf dat computerspellen ontwikkelde en uitgaf. Oorspronkelijk stond CRL voor "Computer Rentals Limited". Het was gevestigd in Londen en werd geleid door Clem Chambers.
Het bedrijf bracht een aantal opmerkelijke avonturenspellen uit die gebaseerd waren op horrorverhalen. Dracula en Frankenstein kregen een 15-certificaat van de British Board of Censors voor hun graphics met bloederige scènes. Dracula was bovendien het eerste computerspel ooit dat een certificaat kreeg van de BBFC. Jack the Ripper was het eerste computerspel dat een 18-certificaat kreeg. Wolfman kreeg eveneens een 18-certificaat.
Tot de meest succesvolle computerspellen die door CRL uitgebracht werden behoren onder andere Tau Ceti en Academy.
Terrahawks uit 1984 was een van de eerste computerspellen dat gebaseerd was op een televisieserie.

## Computerspellen

### 1982
- Rescue

### 1983
- 3D Desert Patrol
- Alien Maze
- Bomber
- Caveman
- Crawler
- Derby Day
- Draughts
- Escape from Manhattan
- Galactic Patrol
- Grand National
- Jackpot
- Lunar Rescue
- Pandemonia
- Test Match + One Day Cricket
- The Omega Run
- The Orb
- Space Mission
- Zaraks

### 1984
- £.s.d.
- Ahhh!!
- Cricket 64
- Glug Glug
- Handicap Golf
- Handy Andy
- Incredible Adventure
- Olympics
- Orpheus in the Underworld
- Show Jumping
- Terrahawks
- The Great Detective
- The Magic Roundabout
- Tritz
- Whirlybird
- The War of the Worlds
- The Warlock's Treasure
- The Woods of Winter

### 1985
- Blade Runner
- Bored of the Rings[a]
- Endurance
- Formula One
- Juggernaut
- Space Doubt
- Tau Ceti
- The Causes of Chaos
- The Rocky Horror Show

### 1986
- Academy
- Bugsy
- Doctor What!
- Dracula
- Hercules[b]
- Pilgrim
- Robin of Sherlock[a]
- Room Ten
- Samurai
- The Boggit
- The Very Big Cave Adventure

### 1987
- Ball Breaker
- Book of the Dead
- Cyborg
- Death or Glory
- Federation[c]
- Frankenstein
- From Darkness into Light
- I-Alien
- IQ
- Jack the Ripper
- Jet-Boys
- Last Mohican
- Lifeforce
- Loads of Midnight
- Mandroid
- Murder off Miami
- Ninja Hamster
- Oink!
- Outcast
- Plasmatron
- Sun Star
- They Call Me Trooper
- Traxxion
- Vengeance

### 1988
- Ball Breaker II
- CounterForce
- Cyberknights
- Discovery
- International Soccer[d]
- Kellogg's Tour 1988
- NATO Assault Course
- Purple Heart
- Road Warrior
- Sophistry
- Thunder Cross
- Time Fighter
- To Hell and Back
- Trigger Happy
- Wolfman

### 1989
- Inner Space
- Lancaster
- Professional Soccer
- Search for the Titanic

### 1990
- Hellhole

## Software
- Fifth (1983)
- Stargazer Secrets (1983)
- Highway Code (1984)
- 3D Game Maker (1987)
- 2D Game Maker (1988)

## Platformen
- Acorn Electron
- Amiga
- Amstrad CPC
- Amstrad PCW
- Atari ST
- BBC Micro
- Commodore 64
- Commodore Plus/4
- MS-DOS
- Oric-1/Atmos
- ZX Spectrum
- ZX81